# Tarnowskie Góry
Tarnowskie Góry (nemško Tarnowitz, češko Tarnovice, latinsko Montes Tarnovicenses) je mesto v Šlezijskem vojvodstvu, na jugu Poljske. 
Po podatkih iz leta 2008 ima mesto 60.857 prebivalcev. Mestna površina obsega 83,47 km². Župan je Arkadiusz Czech.

## Pobratena mesta
- Bernburg (Saale), Saška - Anhalt, Nemčija
- Kutná Hora, Sredinočeški okraj, Češka
- Békéscsaba, Županija Békés, Madžarska
- Méricourt, Nord-Pas-de-Calais, Francija